# Základna Dauhá
Základna Dauhá (anglicky Camp Doha, doslova Tábor Dauhá), byla americká vojenská základna v Kuvajtu, která hrála významnou roli v přítomnosti USA na Arabském poloostrově od svého založení roku 1991.

## Historie
Základna byla zřízena roku 1991 a hrál klíčovou roli v americké vojenské přítomnosti na Blízkém východě od války v Perském zálivu v roce 1991 a invaze do Iráku v roce 2003. Komplex se nachází na malém poloostrově v Kuwait Bay, západně od Kuwait City.
V táboře Dauhá se nacházelo jak Ústřední velitelství armádních sil – Kuvajt (ARCENT – Kuvajt), tak Koaliční/společné taktické uskupení – Kuvajt (vpřed) (C/JTF-KU (Fwd)), díky čemuž se v podstatě stal nervovým centrem nejen pro operace USA v Iráku. ale na celém Blízkém východě a rovněž jako hlavní tranzitní bod pro vojenský personál NATO a Spojených států na cestě do Afghánistánu. V době největšího rozmachu zde bylo umístěno přes 2 000 vojenských a civilních pracovníků a několik tisíc dalších osob v tranzitu v daném okamžiku směřovat. V dubnu 2005 armáda oznámila uzavření základny s tím, že personál z Dauhá bude rozdělen mezi Camp Buehring a Camp Arifjan. Základna byla formálně uzavřena v roce 2006.

## Galerie

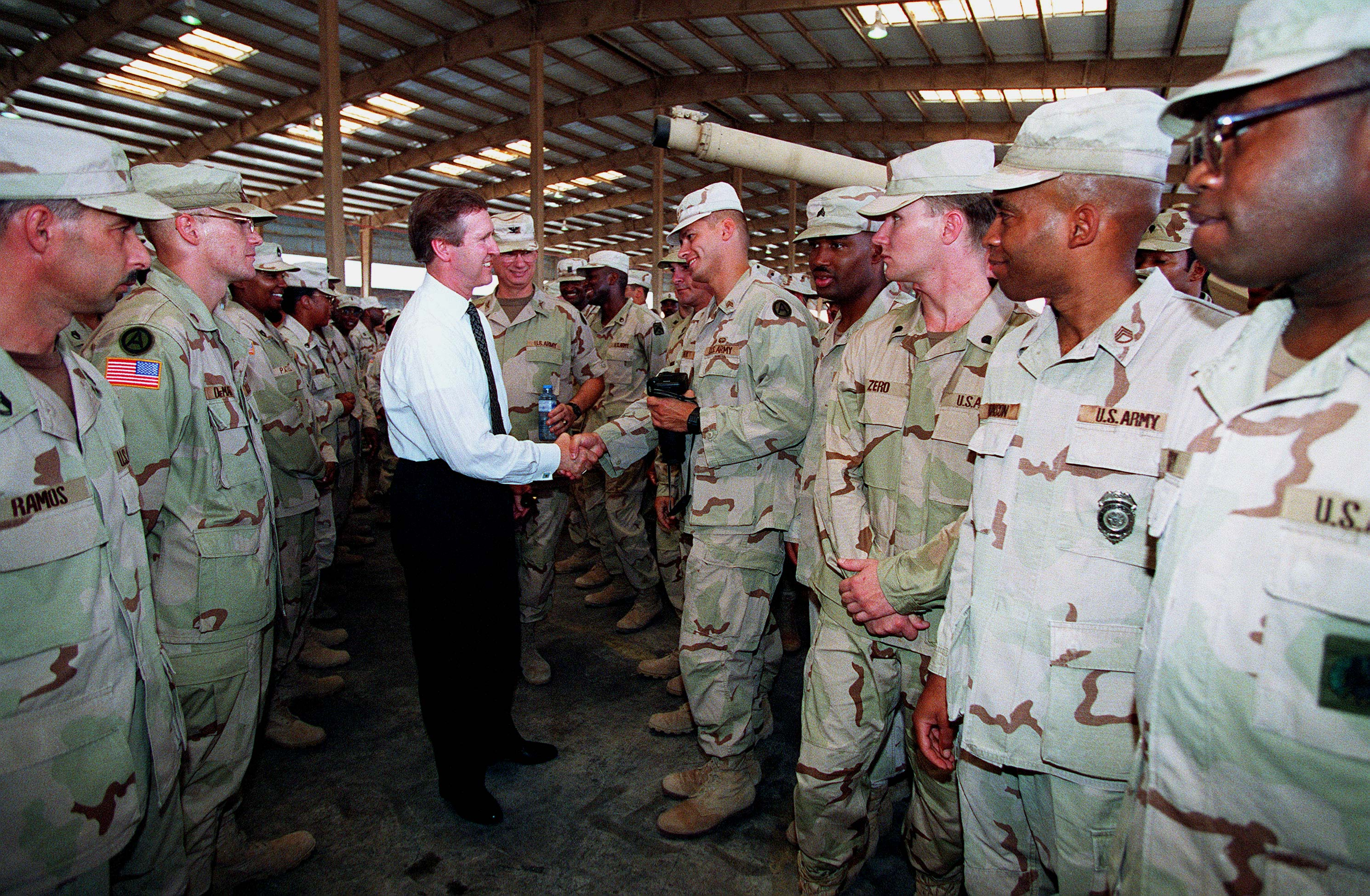
Ministr obrany USA William S. Cohen při setkání s důstojníky na základně, 1997
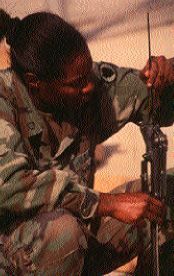
Americká vojákyně čistící pušku M-16 na základně, 1997
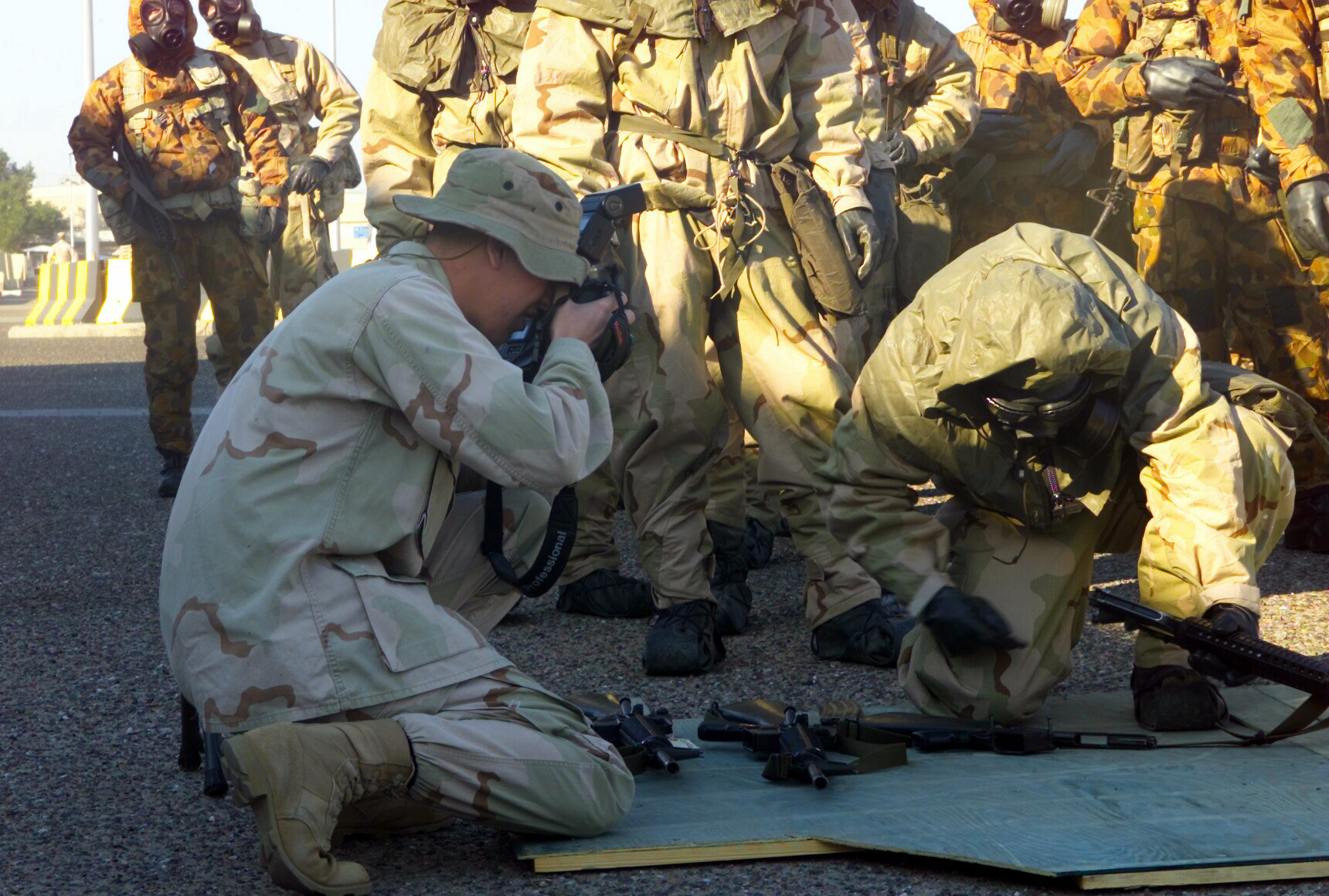
Příslušníci Námořní pěchoty USA a australských ozbrojených sil při tréninku na základně, 2002
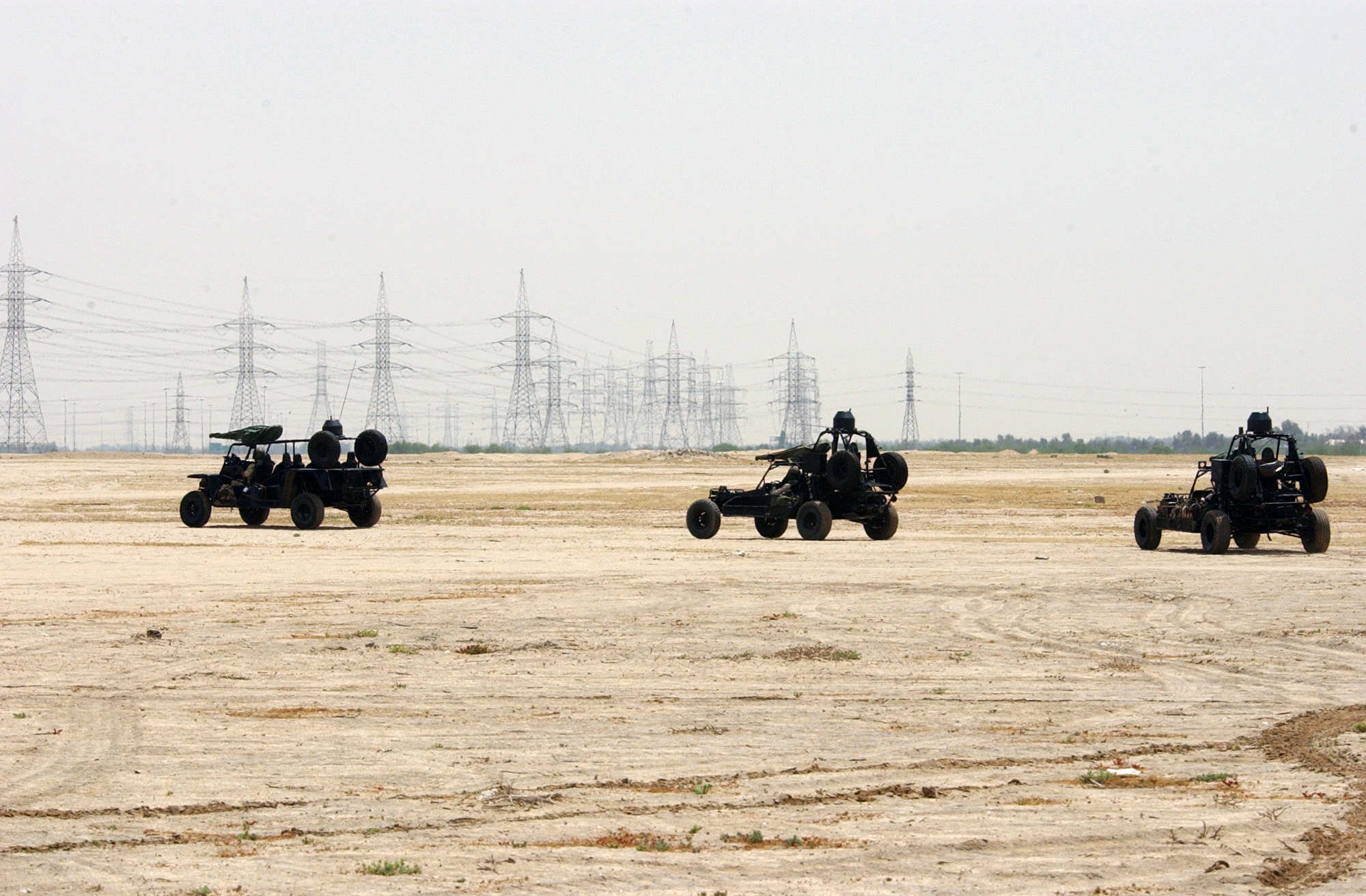
Hlídka příslušníků Navy SEALs poblíž základny, 2002
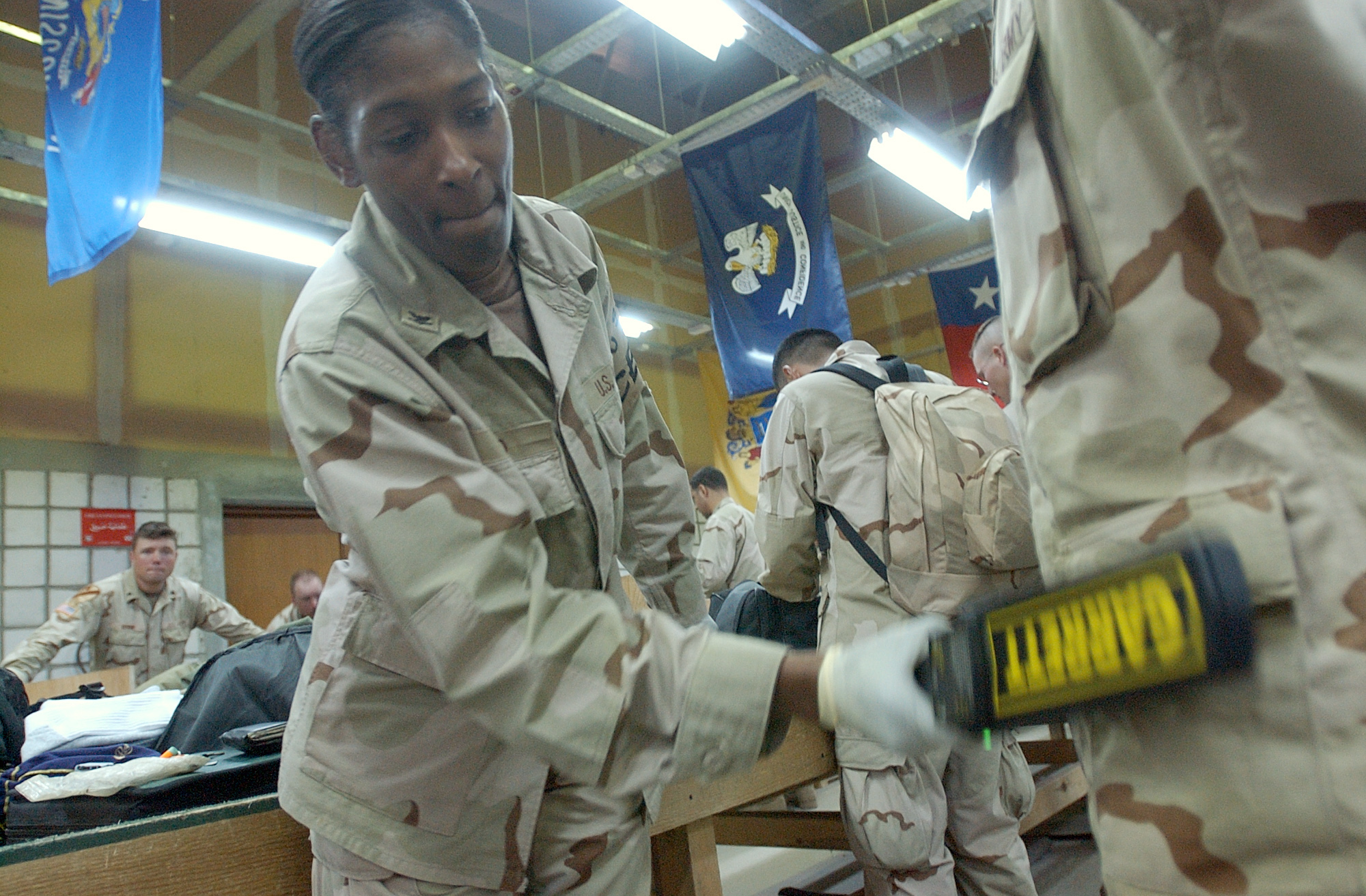
Kontrola při vstupu na základnu, 2005